# Violon électrique
Un violon électrique est un violon équipé d'une sortie son électronique. Ce terme fait référence à un instrument conçu pour être électrifié avec des capteurs intégrés, généralement avec une caisse de résonance pleine. Il peut également s'agir d'un violon équipé d'une cellule magnétique particulière, bien que « violon amplifié » ou « violon électro-acoustique » soient plus précis dans ce cas.

## Histoire
Les violons amplifiés électriquement ont été utilisés sous une forme ou une autre depuis les années 1920 ; l'artiste de jazz et de blues Stuff Smith est généralement considéré comme l'un des premiers interprètes à avoir adapté des micros et des amplificateurs sur des violons. L'Electro String Corporation, la National String Instrument Corporation et la Vega Company ont vendu des violons électriques dans les années 1930 et 1940; Fender a produit un très petit nombre de violons électriques en 1958 (premier modèle de production décrit en tête de cette page),, et l'a réédité de nouveau en 1969 jusqu'en 1975.
Barcus Berry produit des violons électriques depuis le milieu des années 1960 et au début des années 1970, Max Mathews a commencé à développer un violon électrique qui a été achevé en 1984. Au cours des années 1980, de plus en plus de sociétés ont été créées pour produire leur propre marque de violon électrique, telles que le RAAD ou The Amazing Electric Violin et ZETA. Depuis les années 1990, les fabricants de violons électriques connaissent un succès encore plus grand, tant pour des entreprises bien connues et bien établies que pour les nouveaux fabricants indépendants.

## Description
Les violons acoustiques peuvent être utilisés avec un chevalet piézoélectrique, un micro piézoélectrique, ou un microphone magnétique fixé au bout de la touche. Sinon, un capteur de vibrations peut être installé sous la touche d'un violon acoustique pour éviter les interférences avec les sons produits par les différentes pièces du violon, et par conséquent garder son acoustique et sa tonalité intacte.

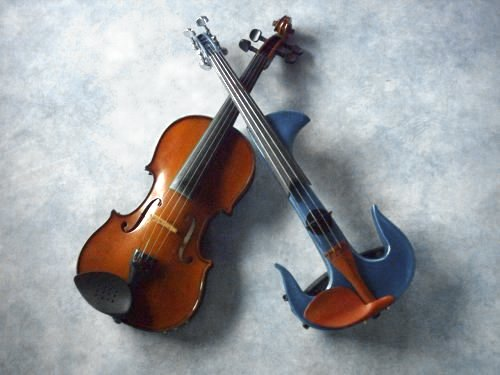
Un violon traditionnel acoustique et un violon électronique moderne de Marc Capuano.

Pour éviter les larsens et les harmoniques liés aux résonances de pièces creuses avec de fortes amplifications sur scène, de nombreux instruments ont un corps solide. Le timbre (sonorité) d'un violon standard non amplifié est dû en grande partie à ces résonances. Cependant, en fonction de la manière dont le signal est capté, un violon électrique peut avoir un son plus brut ou plus net qu'un instrument acoustique. Ce son brut est souvent préféré dans le rock, la pop et certains genres avant-gardistes. Il existe plusieurs conceptions semi-creuses, contenant une chambre de résonance scellée mais creuse qui fournit une approximation du son acoustique du violon tout en réduisant la probabilité de larsens ou harmoniques parasites. 
Les violons électriques pleins ont généralement une forme non traditionnelle et plutôt minimaliste pour garder un poids limité. Plus récemment, des matériaux comme le kevlar, les fibres de verre ou les fibres de carbone sont utilisées lors de leur fabrication.
Ils sont souvent considérés comme des instruments expérimentaux, moins bien reconnus que la guitare électrique ou la basse. Le design standard comprend donc de nombreuses variantes telles que des frettes, des cordes supplémentaires, des mécaniques (au lieu des chevilles), des cordes baryton produisant une octave plus basse que la normale et des cordes sympathiques. Le luthier Yuri Landman a construit un violon électrique à 12 cordes pour le groupe belge DAAU. Les cordes de cet instrument sont regroupées en quatre groupes de trois cordes accordées à l'unisson pour former un chœur. En outre, l'instrument dispose d'un autre micro dans le cordier pour une amplification supplémentaire des harmoniques.
Les violons classiques à 5 cordes sont de plus en plus courants et il n’est pas rare qu’un violon électrique ait 5, 6, 7 cordes ou plus. Une structure pleine permet également de tenir compte de la tension supplémentaire causée par plus de cordes sans trop solliciter l'instrument. Les cordes supplémentaires sont généralement un Do grave pour 5 cordes, un Do et un Fa graves pour 6 cordes, et un Do et Fa graves ainsi qu'un Si♭ pour 7 cordes.
Les signaux analogiques des violons subissent un traitement du signal de la même façon qu'une guitare électrique pour obtenir le son souhaité. Cela peut inclure un retard, une réverbération, un chœur, une distorsion ou d’autres effets. 
Aujourd'hui, les violons électriques sont aussi utilisés pour redonner envie d'apprendre la musique. NBC, par exemple, a récemment présenté un « camp musical associant rock et orchestre » avec Mark Wood, choisi comme « personnalité du jour » et présenté dans Today pour apporter un nouvel intérêt à l'apprentissage de la musique avec des performances rock mettant en vedette des violons électriques, dont les recettes sont reversées aux programmes de musique de l'école. Today a publié : « Le mélange parfait des instruments classiques et rock est celui qui donne de nouvelles envies pour la musique aux enfants à travers le pays. »

## Capteurs

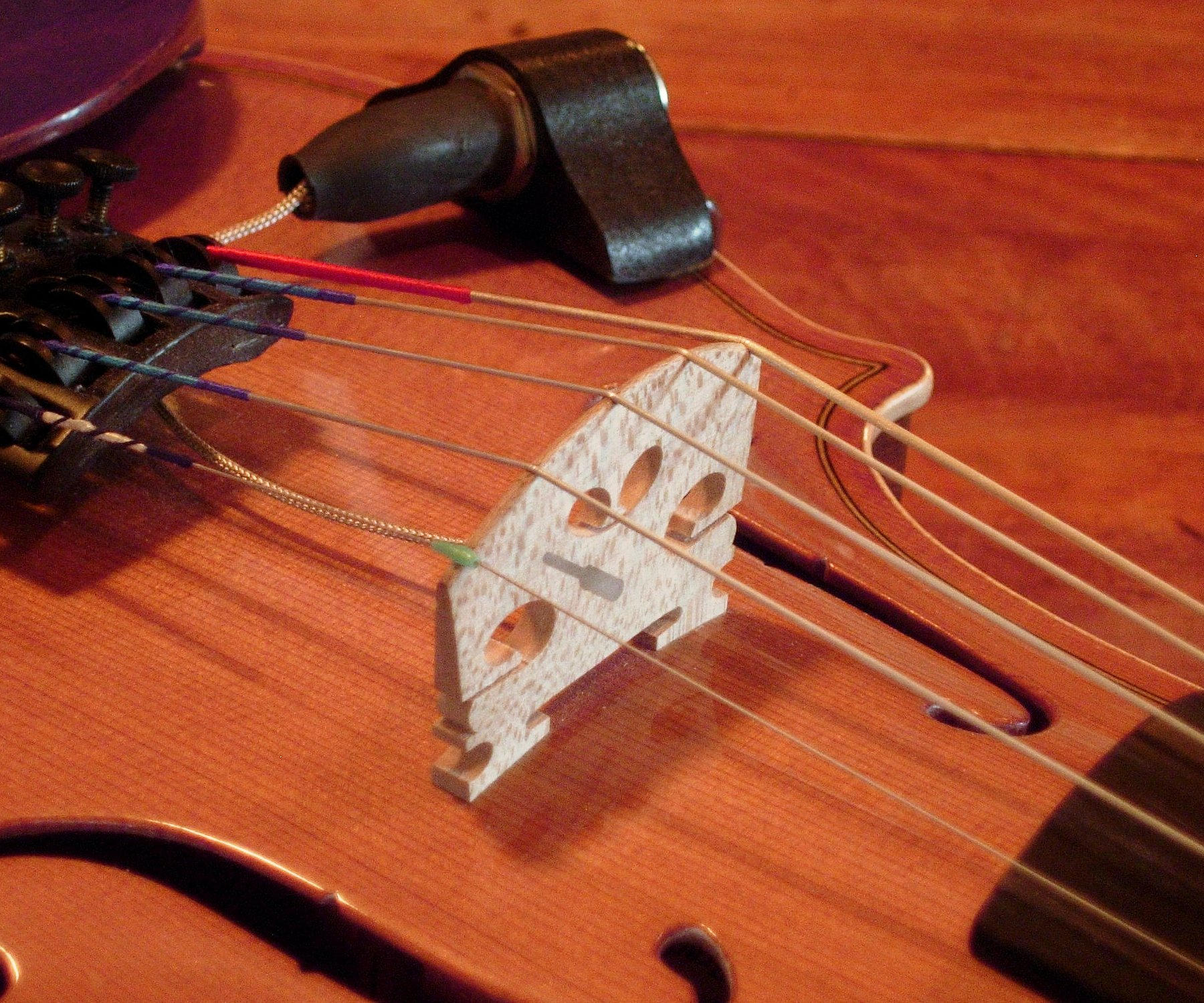
Chevalet de violon acoustique, électrifié avec ajout d'un capteur piézoélectrique

Les violons électriques peuvent utiliser des capteurs magnétiques, piézoélectriques ou électrodynamiques. Les capteurs magnétiques avec bobines des guitares nécessitent l’utilisation de cordes de violon comportant des filages ou des âmes en métal ferreux (contenant du fer, comme dans l’acier). Quelques capteurs magnétiques à bobine unique utilisés sur les guitares sont disponibles. La petite taille du corps et la disposition en cordes arquées d’un violon limitent cependant l’espace disponible pour le placement de la bobine. Une adaptation inhabituelle de violon électro acoustique utilise la corde elle-même comme capteur actif des vibrations. Conçus pour les violons acoustiques standard, la seule condition requise est que la corde soit conductrice, il est donc possible de l'utiliser avec des cordes classiques à âme synthétiques ou acier.  
Généralement, les capteurs piézoélectriques sont peu coûteux et plus courants. Ces éléments piézoélectriques se présentent sous la forme de disques en céramique, de cylindres ou d'un film plastique. Ils captent les vibrations, dans ou sur la caisse de résonance, dans certains cas des cordes, mais plus généralement les vibrations captées sont celles du chevalet. Certaines configurations piézo-électriques ont un capteur séparé (ou deux, voire quatre dans le cas de certains capteurs Barbera Transducer Systems) au travers du chevalet sous chaque corde. Quelques systèmes utilisent des transducteurs orientés dans différentes directions pour différencier les mouvements de cordes cintrées et pincées. Actionner un interrupteur sélectionne ensuite le mode préféré. 
Les capteurs piézo-électriques présentent une impédance de sortie élevée (capacitive) et doivent être branchés sur une entrée de l’amplificateur à haute impédance ou sur un préampli alimenté (un amplificateur de charge est préférable). Ceci amortit le signal pour éviter la perte des basses fréquences et l'enregistrement de parasitées liés au câble reliant l'instrument. Le pré-amplification est souvent effectuée par un système de traitement externe, mais certaines conceptions de violon électriques possèdent un espace destiné aux circuits de pré-amplification,. 

## Amplification
En pratique, amplifier un violon électrique équivaut exactement à amplifier une guitare. Ils produisent tous les deux une sortie audio qui est transférée par un câble audio à un ampli ou un pré-ampli. De ce fait, il existe peu d'amplis spécifiquement conçus pour le violon, et même ceux-ci peuvent être réutilisés pour la guitare. La plupart des violonistes électriques utilisent des amplis de guitare standards. L'avantage d'utiliser des amplis de guitare est qu'ils sont utilisés depuis des années et que leur son est fiable, bien que tous les amplis de guitare ne donnent pas le timbre souhaité. Certains préfèrent le timbre plus doux des amplis à lampes aux amplis à semi-conducteurs ou aux amplis numériques pour violons. 

## Genres
Bien que le violon soit un instrument largement utilisé dans la musique classique, les violons électriques ne sont généralement utilisés par les interprètes classiques que pour l'interprétation de musique classique contemporaine. Le violon électrique est plus fréquemment utilisé par des musiciens non classiques dans des genres populaires tels que le métal, le rock, le hip hop, la musique électronique, la pop, le jazz / jazz fusion, la musique country, new age et expérimentale. 
Les violonistes électriques bien connus incluent : 
- Mia Asano (en)
- Ed Alleyne-Johnson
- Emilie Autumn
- Jenny Bae
- Papa John Creach
- David Cross (avec King Crimson )
- Billy Currie (sur des enregistrements et des concerts avec Ultravox, Gary Numan et solo)
- Jerald Daemyon
- Warren Ellis de Nick Cave and the Bad Seeds
- Jerry Goodman
- Simon House de Hawkwind
- Eddie Jobson (avec King Crimson, Curved Air, Frank Zappa et Roxy Music )
- Mik Kaminski de l'orchestre de lumière électrique
- Carla Kihlstedt de Sleepytime Gorilla Museum
- Henry Lau
- David LaFlamme
- Didier Lockwood
- Sean Mackin de Yellowcard
- Vanessa Mae
- Mat Maneri
- Hugh Marsh (en solo et avec Loreena McKennitt )
- Jean-Luc Ponty
- Jerry Goodman deu Mahavishnu Orchestra
- Ric Sanders de Fairport Convention
- Ray Shulman (avec Gentle Giant )
- Graham Smith (avec Van der Graaf Generator )
- Lindsey Stirling
- Linzi Stoppard
- L. Subramaniam
- L. Shankar
- Sugizo
- Adam Taubitz
- Yann Tiersen
- Boyd Tinsley du Dave Matthews Band .
- Olli Vänskä de Turisas
- Joel Zifkin (en) de Kate et Anna McGarrigle Richard Thompson et Les Colocs
- Doug Kershaw
- Tim Charles du Ne Obliviscaris

Il est largement utilisé dans le folk rock. Dave Swarbrick est l'un des principaux représentants du genre. Le groupe de folk metal Turisas met également beaucoup l'accent sur le violon électrique dans ses compositions. Le groupe de folk metal finlandais Korpiklaani met également en avant les parties de violon électrique de Jaakko Lemmetty. Il a également trouvé sa place dans le théâtre musical moderne, un exemple récent étant Whistle Down the Wind (Le vent garde son secret) d' Andrew Lloyd Webber. Zox, Operator Please, Doll Factory et le groupe pop punk Yellowcard sont quelques groupes connus qui utilisent également un violon électrique. Urban Blitz du groupe rock protopunk Doctors of Madness a utilisé cet instrument avec un effet original au milieu des années 1970 et utilise également le violon baryton Violectra . 
Des artistes tels que Tracy Silverman et Daniel Bernard Roumain ont popularisé le violon « en boucle ». Au lieu de jouer exclusivement avec un groupe ou en tant que solistes traditionnels, ces musiciens utilisent une pédale de boucle pour superposer le son et deviennent un groupe à eux tout seul. En utilisant une variété de pédales et de techniques au violon ces musiciens produisent un large éventail de sons, permettant ainsi des compositions originales et des arrangements pour des mélodies rock et hip-hop populaires basées sur des mélodies répétitives.
Ben Lee (violoniste) du duo de violon électrique FUSE, est devenu le détenteur du titre du « Violoniste électrique le plus rapide » du Livre Guinness des records pour Fastest Electric Violinist lorsqu'il interprète Flight of the Bumblebee en 58,515 secondes à Londres (Royaume-Uni) le 14 novembre 2010 en jouant sur un violon électrique à 5 cordes.
La violoniste de formation classique Emilie Autumn a également beaucoup utilisé le violon électrique, en particulier dans son album instrumental Laced / Unlaced. 
Au Brésil, le violon électrique apparaît entre autres dans l’œuvre de Marcus Viana (pt) avec Sagrado Coração da Terra (Cœur sacré de la Terre), dans le rock symphonique progressif et Transfonika Orkestra (bandes originales).
Plusieurs violonistes traditionnels irlandais ont adopté des instruments électriques. Le violon est très présent dans des groupes tels que les groupes punk celtiques Flogging Molly et The Levellers. Eileen Ivers a joué sur un violon électrique Barcus-Berry bleu lors de ses tournées avec Riverdance dans les années 1990, avant de passer au violon acoustique / électrique sur mesure Strados bleu de ZETA Music Systems (que ZETA a commercialisé plus tard sous le nom de Série signée Eileen Ivers). 
Daiana Mazza est une autre violoniste brésilienne. Elle apparaît dans des œuvres de rock, de musique brésilienne, de gospel brésilien, de jazz et de folk, comme Braia, Kernunna, Carol Carolo, Os Minervas, Leonardo Araujo, Transfonika Orkestra, Sagrado Coração da Terra, etc.

## Compositions pour violon électrique
- Igor Krivokapič 
  - Concerto pour violon électrique et orchestre (1993, rév. 2019)
- John Adams
  - The Dharma at Big Sur, pour violon électrique et orchestre, inspiré par les talents (et écrit pour ceux-ci) du violoniste électrique Tracy Silverman.
- Terry Riley
  - Palmian Chord Riddle, concerto pour violon électrique à six cordes, commandé par la Nashville Symphony pour la violoniste Tracy Silverman[19].
- Charles Wuorinen
  - Concerto pour violon amplifié et orchestre - 1972
- Nico Muhly
  - Seeing is Believing, pour violon électrique à six cordes et orchestre de chambre, écrit pour Thomas Gould, Nicholas Collon et l'orchestre Aurora [20],[21]
- Ed Wright 
  - Crosswire,  pour violon électrique et post-traitement en direct. Écrit pour les Electroacoustic Wales[22].

## Violon MIDI
Au milieu des années 1980, Zeta Music a développé un prototype de violon pour Laurie Anderson. Grâce à une capteur et une entrée personnalisées il envoie des données MIDI, permettant au violon de contrôler des synthétiseurs. Cette conception a ensuite été affinée et transformée en un produit commercialisé. Contrairement à la plupart des modèles de capteurs de l’époque, le capteur Zeta peut émettre le signal de chaque corde vers un canal audio distinct. En utilisant un câble multi broches vers un convertisseur MIDI pour chaque broche, cela permet un contrôle MIDI polyphonique et chaque corde peut être définie sur un canal MIDI indépendant. 
En 2010, Keith McMillen, l'un des fondateurs de Zeta Music, a annoncé le convertisseur StringPort, qui est un convertisseur multi-canaux pour chaque corde vers un port USB 2.0 ; pour le capteur polyphonique Zeta et d'autres systèmes de conversion du son multi-canaux. Bien qu'aucun autre système dédié MIDI multi-canaux ne soit fabriqué, in existe de nombreux accessoires convertissant le son du violon vers du MIDI de même que de nombreux périphériques PC permettant de le faire. Les systèmes mono convertissant le son d'un capteur vers du MIDI, tels que ceux fabriqués par Roland et Yamaha, sont disponibles depuis des décennies et peuvent être adaptés aux violons électriques classiques. Sans sortie multicanaux de l’instrument, ces systèmes [réf. nécessaire] tendent à être monocanal, ne permettant que le fonctionnement monocanal — une seule tonalité ne pouvant être détectée et numérisée à la fois —  mais grâce à l'utilisation de micros externes, une polyphonie MIDI peut être obtenue. Certaines interfaces MIDI Axon / TerraTec accordent une polyphonie complète par corde, s’interfaçant avec la sortie multi-broches du micro Zeta MIDI. 
Parmi les artistes notables ayant joué avec un violon avec une sortie MIDI, on trouve L. Subramaniam, Jean-Luc Ponty, Charles Bisharat, Drew Tretick, Gregory Docenko, Dorothy Martirano  et Boyd Tinsley du Dave Matthews Band. [réf. nécessaire]

## Voir également
- Violoncelle électrique